# Manuel, Príncipe de Portugal
D. Manuel de Portugal (Alvito, 1 de novembro de 1531 - Évora, 14 de abril de 1537), foi um Infante de Portugal e depois Príncipe herdeiro de Portugal, quinto filho do rei João III de Portugal e de Catarina de Áustria.

## Biografia
Nasceu no Castelo de Alvito, onde então se encontrava a Corte, a 1 de novembro de 1531. Foi-lhe posto o nome de Manuel, em homenagem ao avô paterno, o rei Manuel I. Por ter nascido com débil saúde e muito fraco, foi baptizado logo à nascença por perigo de vida e oficialmente onze dias depois, pelo capelão-mor e bispo de Lamego Fernando de Meneses Coutinho e Vasconcelos. Levou-o à pia baptismal o infante Luís, seu tio. Foram encarregues das insígnias o infante Fernando, também seu tio, que levava o saleiro, Teodósio I, 5.º duque de Bragança, que levava a oferta e o círio pascal e Rodrigo de Melo, 1.º marquês de Ferreira, que levava a fogaça.
Tendo em conta o prematuro falecimento do seu irmão mais velho, o príncipe Afonso e o facto de ocupar o lugar de princesa herdeira a sua irmã Maria Manuela, enquanto varão, Manuel foi jurado Príncipe herdeiro de Portugal a 13 de junho de 1535, em Évora. Naquele dia, o rei assistiu com toda a Corte a uma missa pontifical, presidida pelo bispo de Lamego, que crismou de seguida o príncipe Manuel e a sua tia, a infanta Maria.
A cerimónia de juramento foi descrita pormenorizadamente por Francisco de Andrada e, posteriormente, por António Caetano de Sousa. Naquele ato esteve presente todo o clero, nobreza e povo. Além dos monarcas e das infantas Maria e Maria Manuela, estiveram presentes o duque de Bragança, que serviu de Condestável, o núncio do Papa, o embaixador de Castela, as damas e moços fidalgos, o conde de Vimioso, que foi mordomo-mor do príncipe, o Cardeal Afonso e os infantes Luís, Henrique e Duarte, seus tios, o secretário António Carneiro, Francisco de Melo, mestre em Teologia, Gonçalo Vaz, procurador da cidade de Lisboa e doutor em Leis, Guiomar Coutinho, o marquês de Ferreira e os condes de Portalegre, Feira, Prado, Castanheira e Vidigueira, os procuradores do conde de Linhares, os procurados dos prelados ausentes, os bispos de Coimbra, Viseu, Silves, Guarda e outros.
Faleceu no Paço de São Francisco, em Évora, a 14 de abril de 1537, com apenas 5 anos de idade, três meses após a morte do seu irmão Dinis e estando a sua mãe grávida de outro irmão, o infante João Manuel. Foi sepultado no Mosteiro dos Jerónimos. Por sua morte, o título de príncipe herdeiro recaiu sobre o seu irmão mais novo, o infante Filipe.
Jaz no mesmo túmulo onde repousa o irmão João Manuel, podendo ler-se o seguinte epitáfio em latim: «Hîc partitur lethi Joannes vulnera Princeps, Et puer, & Princeps, proh dolor! Emmanuel Joannes uno multos haerede reliquit, Unos pro multis namque Sebastus erat.»